# Hrvatska agencija za malo gospodarstvo, inovacije i investicije
Hrvatska agencija za malo gospodarstvo, inovacije i investicije (HAMAG BICRO), agencija hrvatske vlade. Namijenjena je za malo gospodarstvo, inovacije i investicije.

## Povijest
Hrvatska agencija za malo gospodarstvo (HAMAG) osnovana je Zakonom o poticanju razvoja malog gospodarstva iz 2002. godine. 2012. godine je Zakonom o izmjenama i dopunama Zakona o poticanju razvoja malog gospodarstva promijenila naziv u Hrvatsku agenciju za malo gospodarstvo i investicije (HAMAG INVEST). Temeljem Zakona o izmjenama i dopunama Zakona o poticanju razvoja malog gospodarstva iz 2013. i Ugovora o pripajanju Poslovno inovacijske agencije Republike Hrvatske (BICRO) Hrvatskoj agenciji za malo gospodarstvo i investicije (HAMAG INVEST) iz 2014. godine, sprovedeno je pripajanje Poslovno-inovacijske agencije Republike Hrvatske (BICRO) Hrvatskoj agenciji za malo gospodarstvo i investicije (HAMAG INVEST) te je Hrvatska agencija za malo gospodarstvo i investicije promijenila naziv u Hrvatsku agenciju za malo gospodarstvo, inovacije i investicije (HAMAG-BICRO).

## Pravne osobine
HAMAG-BICRO je neprofitna pravna osoba. Sjedište je u Zagrebu. Osnivač je Republika Hrvatska, koja jamči za obveze HAMAG-BICRO. U obavljanju svoje djelatnosti HAMAG-BICRO je samostalna.

## Djelatnosti
Djelatnost Agencije je:
1) poticanje osnivanja i razvoja subjekata malog gospodarstva,
2) promocija i privlačenje investicija u poduzetništvu,
3) upravljanje fondovima osnovanim u svrhu razvoja subjekata malog gospodarstva,
4) osnivanje društava za upravljanje fondovima osnovanim u svrhu razvoja subjekata malog gospodarstva,
5) poticanje ulaganja u malo gospodarstvo,
6) financiranje poslovanja i razvoja subjekata malog gospodarstva kreditiranjem pod povoljnijim uvjetima i drugim oblicima financijskih potpora,
7) davanje jamstava za kredite koje subjektima malog gospodarstva odobre banke i druge pravne osobe – kreditori,
8) davanje kontrajamstava za odobrene garancije subjektima malog gospodarstva,
9) davanje financijske potpore za smanjenje troškova kredita koje subjektima malog gospodarstva odobre banke i druge pravne osobe – kreditori,
10) subvencioniranje kamata po kreditima,
11) davanje potpora za povećanje zapošljavanja, obrazovanje odraslih, stjecanje poduzetničkih vještina, stručnu i poduzetničku izobrazbu, prekvalifikaciju i dokvalifikaciju,
12) davanje poticaj za uspostavu i financiranje izgradnje, opremanja i pokrivanja troškova stručne pomoći subjekata malog gospodarstva različitim poduzetničkim potpornim institucijama,
13) davanje potpora za sudjelovanje na međunarodnim sajmovima i specijaliziranim izložbama u zemlji i inozemstvu,
14) koordinacija realizacije investicijskih projekata u suradnji s investitorima i tijelima državne uprave, područne (regionalne) i lokalne samouprave, te drugim pravnim osobama,
15) koordinacija s razvojnim agencijama lokalne i područne (regionalne) samouprave,
16) suradnja s međunarodnim tijelima nadležnim za poslove promocije i privlačenja investicija i internacionalizaciju poduzetništva,
17) provedba poticajnih mjera subjektima malog gospodarstva za razvoj djelatnosti koje ne zagađuju okoliš,
18) povezivanje subjekata malog gospodarstva radi nastupa na tržištu,
19) davanje potpora za pružanje stručne pomoći subjektima malog gospodarstva, uključivo i putem elektroničkih medija,
20) promicanje poduzetništva i stvaranje uvjeta za razvoj poduzetništva posebnih skupina,
21) suradnja s drugim pravnim osobama, agencijama i institucijama koje potiču malo gospodarstvo u zemlji i inozemstvu,
22) praćenje, analiza i izvještavanje o rezultatima poticajnih mjera,
23) izgradnja institucionalnog okvira za podršku procesu inovacije (inovacijskom procesu),
24) vođenje poslova vezanih uz transfer tehnologije i poticanje istraživanja, razvoja i inovacija u privatnom i javnom sektoru,
25) vođenje poslova vezanih uz ulogu posredničkog tijela u operativnoj strukturi namijenjenoj upravljanju i kontroli korištenja sredstava strukturnih i investicijskih fondova, kao i druge uloge u procesu upravljanja proračunskim sredstvima ili sredstvima Europske unije,
26) upravljanje programima potpora i davanje potpora za istraživanja, razvoj i inovacije u privatnom i javnom sektoru,
27) pružanje poticaja za uspostavu i financiranje izgradnje, opremanja i pokrivanja operativnih troškova različitih pravnih subjekata koji čine tehnologijsku infrastrukturu za transfer tehnologije i/ili podršku malih i srednjih trgovačkih društava s potencijalom brzog rasta (primjerice rizični kapital, uvjetni zajmovi, beskamatni zajmovi),
28) uspostavljanje suradnje s međunarodnim i stranim financijskim ustanovama za poticanje tehnološkog poduzetništva,
29) koordiniranje i organizacija institucija namijenjenih razvoju, prijenosu, primjeni i financiranju novih tehnologija i inovativnih malih i srednjih poduzetnika, odnosno mreže tehnoloških institucija na nacionalnoj razini u svrhu ukupnoga gospodarskog i tehnološkog razvitka,
30) tehnička i konzultativna pomoć tijelima državne uprave u pogledu programa nacionalne, međunarodne i međuregionalne suradnje, usmjerenih na tehnološki razvoj i razvoj inovativnog poduzetništva,
31) osiguravanje savjetodavnih usluga mreže konzultanata – eksperata glede tehničko-tehnoloških, pravnih, financijskih, marketinških i ostalih savjeta poduzetnicima pri osnivanju i razvoju inovativnih malih i srednjih poduzetnika,
32) poticanje poslovne suradnje između hrvatskih i stranih poduzetnika, kroz aktivnosti istraživanja, razvoja i inovacija, tehnološkog transfera i komercijalizacije rezultata istraživanja,
33) savjetovanje u području transfera tehnologija, tehnološkog znanja i iskustva te tehnologijskog razvoja i razvoja istraživanja,
34) uspostavljanje suradnje s inozemnim i domaćim znanstvenim i tehnologijskim institucijama,
35) uključivanje u programe međunarodne suradnje u istraživanju i razvoju,
36) savjetovanje, informiranje i pružanje potpore uključivanju u europske i međunarodne projekte za poticanje istraživanja, razvoja i inovativnosti,
37) drugi stručni poslovi u svezi s poticanjem razvoja malog gospodarstva i ostvarenjem ciljeva nacionalnoga inovacijskog sustava utvrđeni Statutom, Zakonom, drugim propisima te poslovi koje joj povjeri Vlada Republike Hrvatske ili ministarstvo nadležno za poduzetništvo i obrt i ministarstvo nadležno za znanost.